# モアサナイト
モアサナイト(Moissanite)は、鉱物の一種である。別称モアッサナイト、モアッサン石。

## 性質
組成は炭化ケイ素であり、化学式はSiCで表される。結晶系は六方晶系であり、色は黒色から緑色。比重は3.21。純粋な炭化ケイ素は無色透明と言われており、モアサナイトの色は窒素、アルミニウムなどIII族V族元素の原子が結晶格子に入り込んで作る不純物準位による。
ダイヤモンド型の骨組みの中に炭素とケイ素が交互に積み重なっており、ダイヤモンドとケイ素の間を取ったような性質を示す。
硬さ（モース硬度）において、モアサナイトの硬度は9.25 – 9.5と、宝石の中ではダイヤモンドの10に次ぐ値を持ち、工業用の研磨剤としても活用されている。 また、大きな力が加えられた際の割れにくさを表す指標では、ダイヤモンドよりも高く評価されている。
宝石としての価値を左右する輝きにおいては、モアサナイトはダイヤモンドを上回る。輝きの強さを表す光の屈折率では、ダイヤモンドの2.42に対し2.65 – 2.69、きらめきを作り出す光の分散度では、ダイヤモンド0.044に対し、モアサナイトは0.104 と、ダイヤモンドのほぼ2.5倍の値を示す。
ダイヤモンドには油脂に対する親和性があるため、皮脂などを吸着しやすいが、モアサナイトは油脂に対する親和性が低い。
近年、炭化ケイ素は半導体としての需要が増しており、高純度で大型の結晶が工業的に大量に合成されるようになった。このため、ジュエリー用途の合成も盛んに行われている。

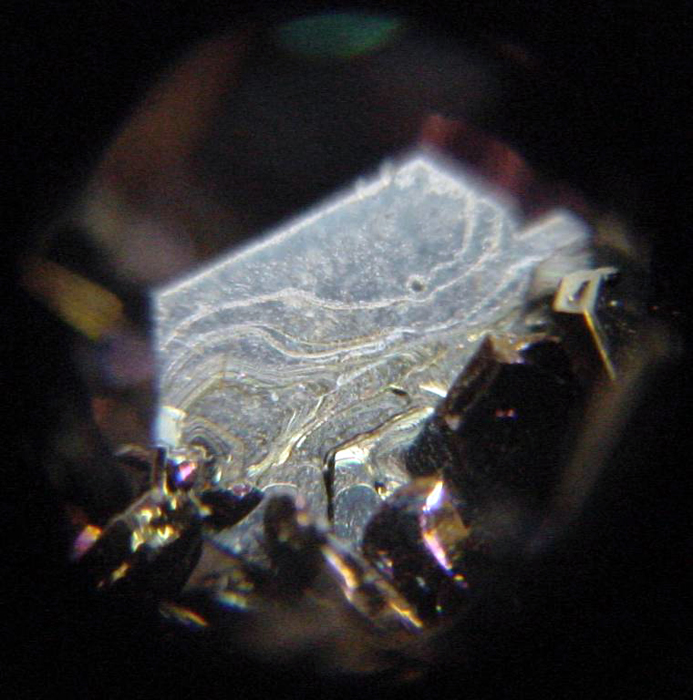
モアサナイト Moissanite

## 産出
モアサナイトは地球上で天然に産出するのはまれで、ほとんどは隕石中に産出する。初めて発見されたモアサナイトはアメリカ・アリゾナ州のキャニオン・ディアブロ隕石からである（1893年）。また、アエンデ隕石に含まれるモアサナイトは、超新星爆発の際に吹き飛ばされた粒子が由来とされている。

## 人工宝石としての利用
宝石としてモアサナイトを初めて人工的に製造したのは、アメリカのチャールズ＆コルバード社である。同社は、人工宝石としての炭化ケイ素の製造工程における特許を取得し、1998年に世界で初のモアサナイトジュエリーの販売を開始した。なお、この製造特許はアメリカでは2015年に有効期限を迎えたのを皮切りに、2016年には世界25か国、2018年にメキシコでも有効期限を迎えており、現在ではアメリカをはじめとする各国で質の高い人工モアサナイトの製造が行われている。「モアッサナイト ダイヤモンド」と呼称して販売している場合もある。ただし、キュービックジルコニアをモアッサナイトとして販売している詐欺業者も多い。
合成宝石の中では高価な部類であり、ダイヤモンドとは異なる石であるが、硬度はさほど劣らず、ダイヤモンドに劣らない輝きや透明度がある。

## 情報源
今日、炭化ケイ素の用途はすべて合成材料を使用している。
ケイ素と炭素の結合が自然界に実際に存在するという考えは、スウェーデンの化学者イェンス・ヤコブ・ベルセリウスが1824年に初めて提唱した（Berzelius 1824年）。1891年、エドワード・グッドリッチ・アチソンは、ダイヤモンドに代わる研磨材や切削材となり得る鉱物を開発した。これは、モアサナイトが既知の物質の中で最も硬いもののひとつであり、ダイヤモンドの硬度をわずかに下回り、立方晶ホウ素や窒化ホウ素の硬度に匹敵するからである。純粋な合成モアサナイトは、コバルト金属粉末のようなバインダーマトリックスを必要としないプレセラミックポリ（メチルシラン）ポリマーの熱分解からも得ることができる。
ある種の単結晶炭化ケイ素は、高性能の半導体デバイスやLEDの材料として使用されてきた。炭化ケイ素の天然資源は希少であり、宝石学的用途に有用なのは特定の原子配列だけであるため、ノースカロライナ州に本拠を置くCree Research, Inc.は1987年に設立され、炭化ケイ素の大きな単結晶を製造する商業プロセスを開発した。クリー社は、主にエレクトロニクス用途の単結晶炭化ケイ素の生産で世界をリードしている。